# Skoki do wody na Letnich Igrzyskach Olimpijskich 1948
Wyniki zawodów w skokach do wody, które zostały rozegrane podczas Letnich Igrzysk Olimpijskich 1948 w Londynie. Rywalizacja trwała w dniach 30 lipca – 6 sierpnia. Wzięło w niej udział 64 skoczków, w tym 24 kobiety i 40 mężczyzn z 22 krajów. Polacy nie startowali.

## Mężczyźni
| Konkurencja    | Złoto        | Wynik  | Srebro          | Wynik  | Brąz            | Wynik  |
| Trampolina 3 m | Bruce Harlan | 163,64 | Miller Anderson | 157,29 | Sammy Lee       | 145,52 |
| Wieża 10 m     | Sammy Lee    | 130,05 | Bruce Harlan    | 122,30 | Joaquín Capilla | 113,52 |

## Kobiety
| Konkurencja    | Złoto        | Wynik  | Srebro           | Wynik  | Brąz                 | Wynik  |
| Trampolina 3 m | Vicki Draves | 108,74 | Zoe Ann Olsen    | 108,23 | Patricia Elsener     | 101,30 |
| Wieża          | Vicki Draves | 68,87  | Patricia Elsener | 66,28  | Birte Christoffersen | 66,04  |

## Klasyfikacja medalowa
| Lp. | Reprezentacja     |   |   |   | Razem |
| --- | ----------------- | - | - | - | ----- |
| 1.  | Stany Zjednoczone | 4 | 4 | 2 | 10    |
| 2.  | Dania             | 0 | 0 | 1 | 1     |
| 2.  | Meksyk            | 0 | 0 | 1 | 1     |